# Гах, Роман Васильевич
Рома́н Васи́льевич Гах (укр. Роман Васильович Гах; 20 июля 1984, Баворов — 6 марта 2022, Житловка) — украинский военнослужащий, полковник, участник российско-украинской войны. Герой Украины (27 декабря 2022, посмертно).

## Биография
Роман Гах родился 20 июля 1984 года в селе Баворов Тернопольского района Тернопольской области.
Окончил Национальную академию Государственной пограничной службы Украины (2005), Луганский государственный университет имени Т. Шевченко. Уволился из ВСУ в звании майора.
В 2014 году во время прохождения службы в 25-м пограничном отряде Государственной пограничной службы Украины обеспечивал проведение АТО в районе города Лисичанск в Луганской области. Участник АТО/ООС.
Проходил службу в должности заместителя начальника 3-го пограничного отряда имени Героя Украины полковника Евгения Пикуса Государственной пограничной службы Украины.
В период с 24 февраля по 6 марта 2022 года офицер в составе сводной группы пограничной комендатуры быстрого реагирования «Новопсков» совместно с подразделениями Вооружённых сил Украины исполнял военную обязанность в районе боевых действий — приграничья Луганской области (г. Старобельск и Кременная). 6 марта 2022 года принимал участие в боях на юго-восточной окраине населённого пункта Житловка, в бою получил тяжёлые ранения.
Похоронен 10 марта 2022 года в родном селе.
Осталась жена Ирина и двое сыновей.

## Награды
- Звание «Герой Украины» с удостоением ордена «Золотая Звезда» (27 декабря 2022, посмертно) — за личное мужество и героизм, проявленные в защите государственного суверенитета и территориальной целостности Украины, верность военной присяге[1].
- Орден Богдана Хмельницкого III степени (17 марта 2022, посмертно) — за личное мужество и высокий профессионализм, проявленные в защите государственного суверенитета и территориальной целостности Украины, верность военной присяге[2].
- Знак отличия Президента Украины «За участие в Антитеррористической операции».